# Штраубенхардт
Штраубенхардт (нем. Straubenhardt) — община в Германии, в земле Баден-Вюртемберг.
Подчиняется административному округу Карлсруэ. Входит в состав района Энц. Население составляет 10 765 человек (на 31 декабря 2010 года). Занимает площадь 33,08 км².

## Города-побратимы
- Пон-де-Вель (Франция, с 2000)
- Сен-Сир-сюр-Мантон (Франция, с 2000)

## Фотографии

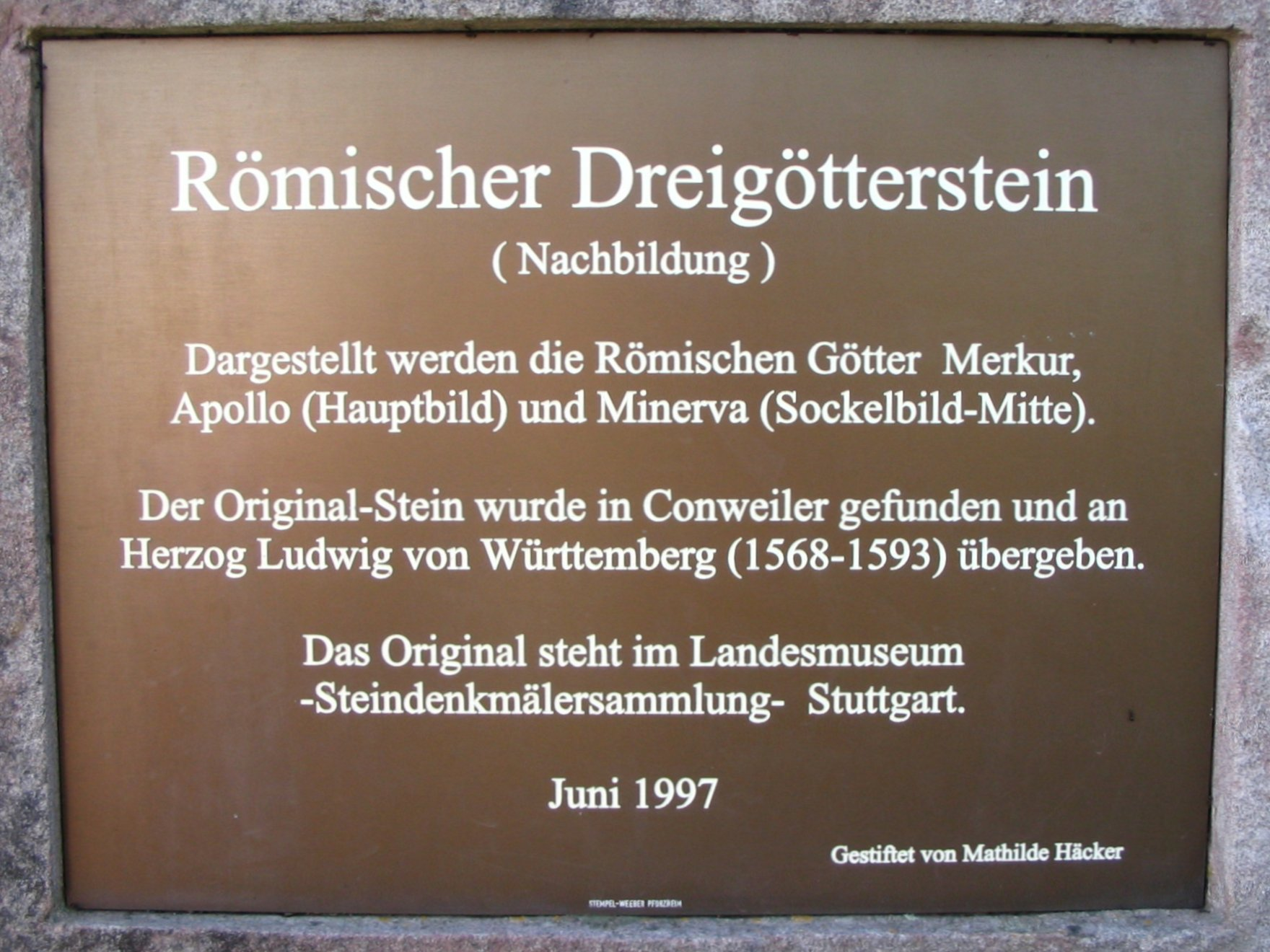
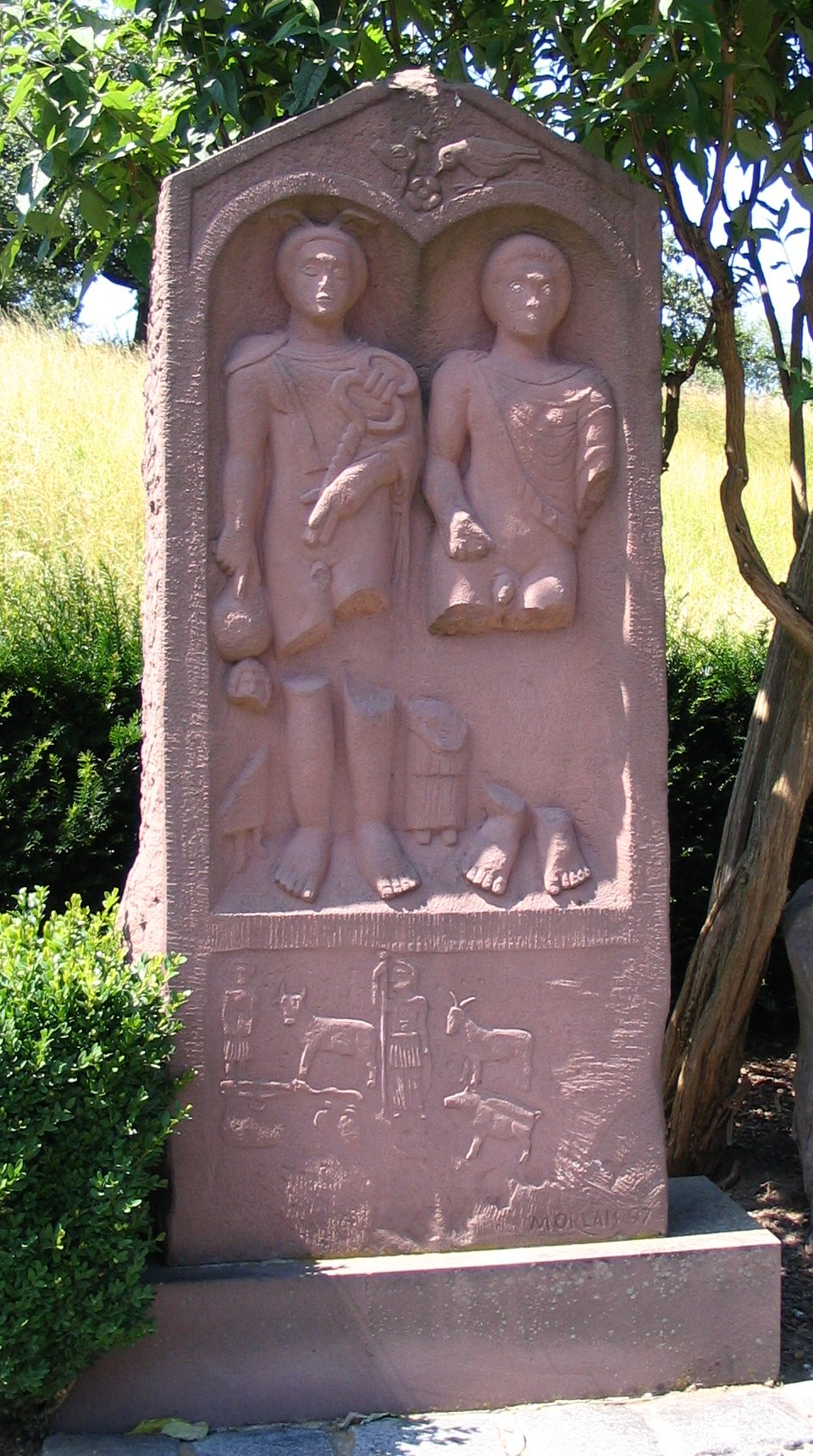
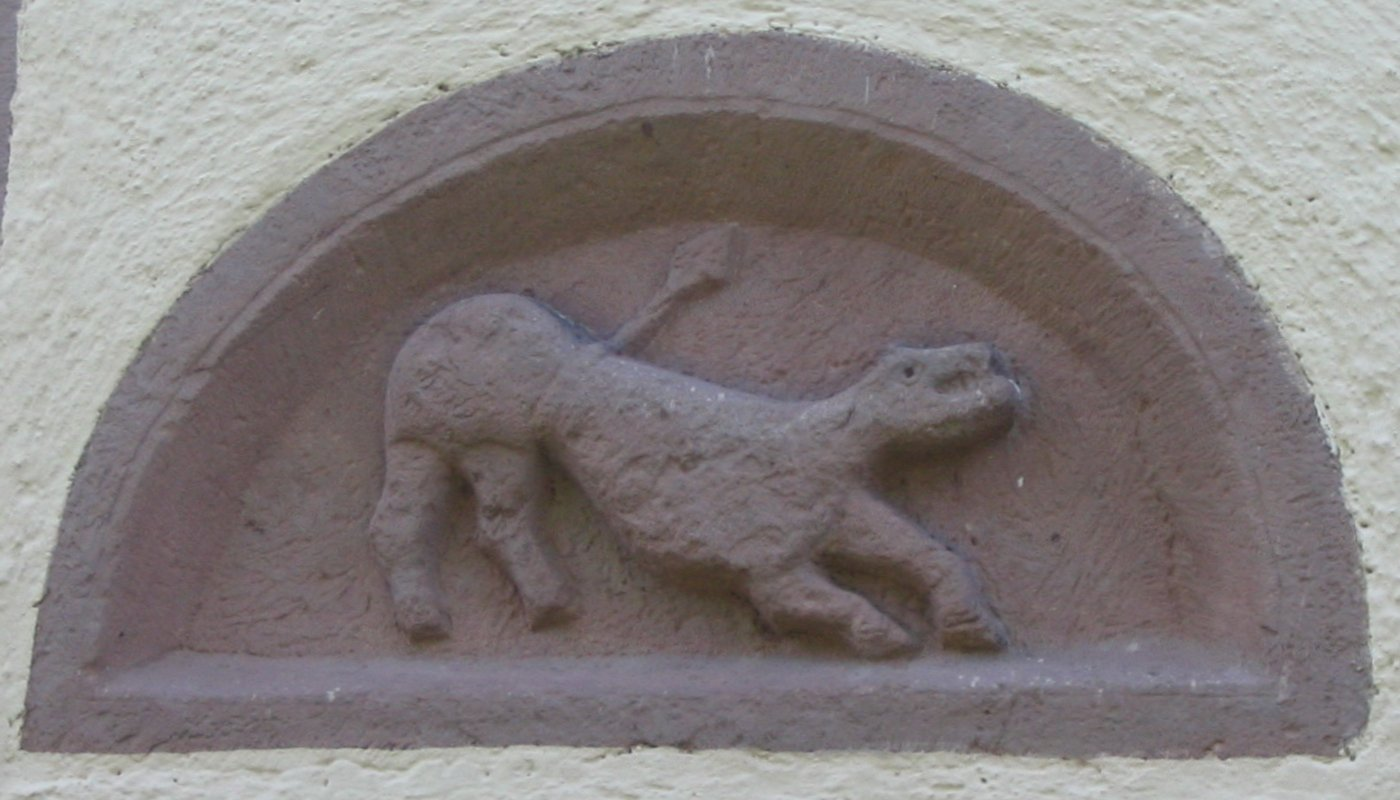
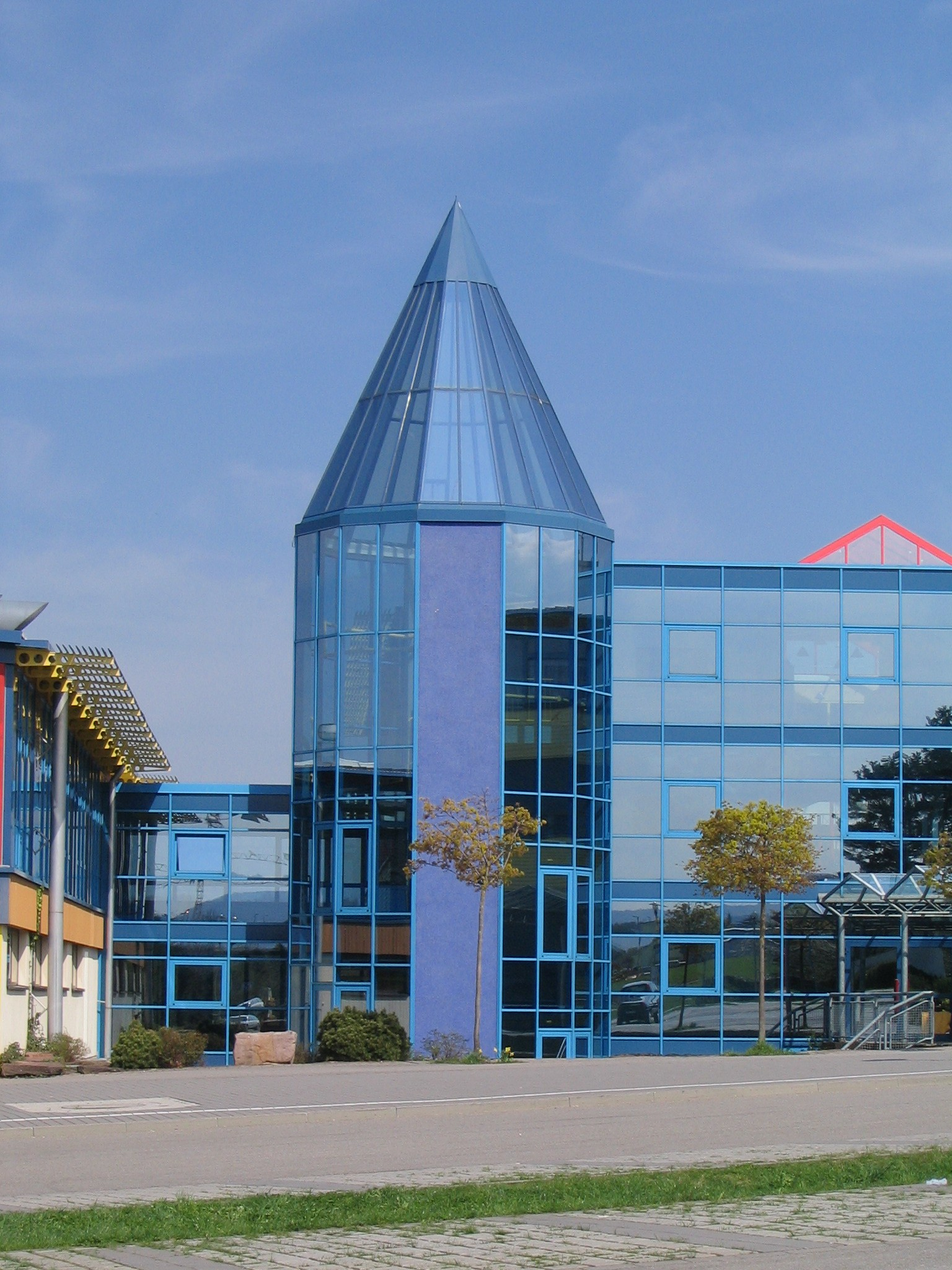
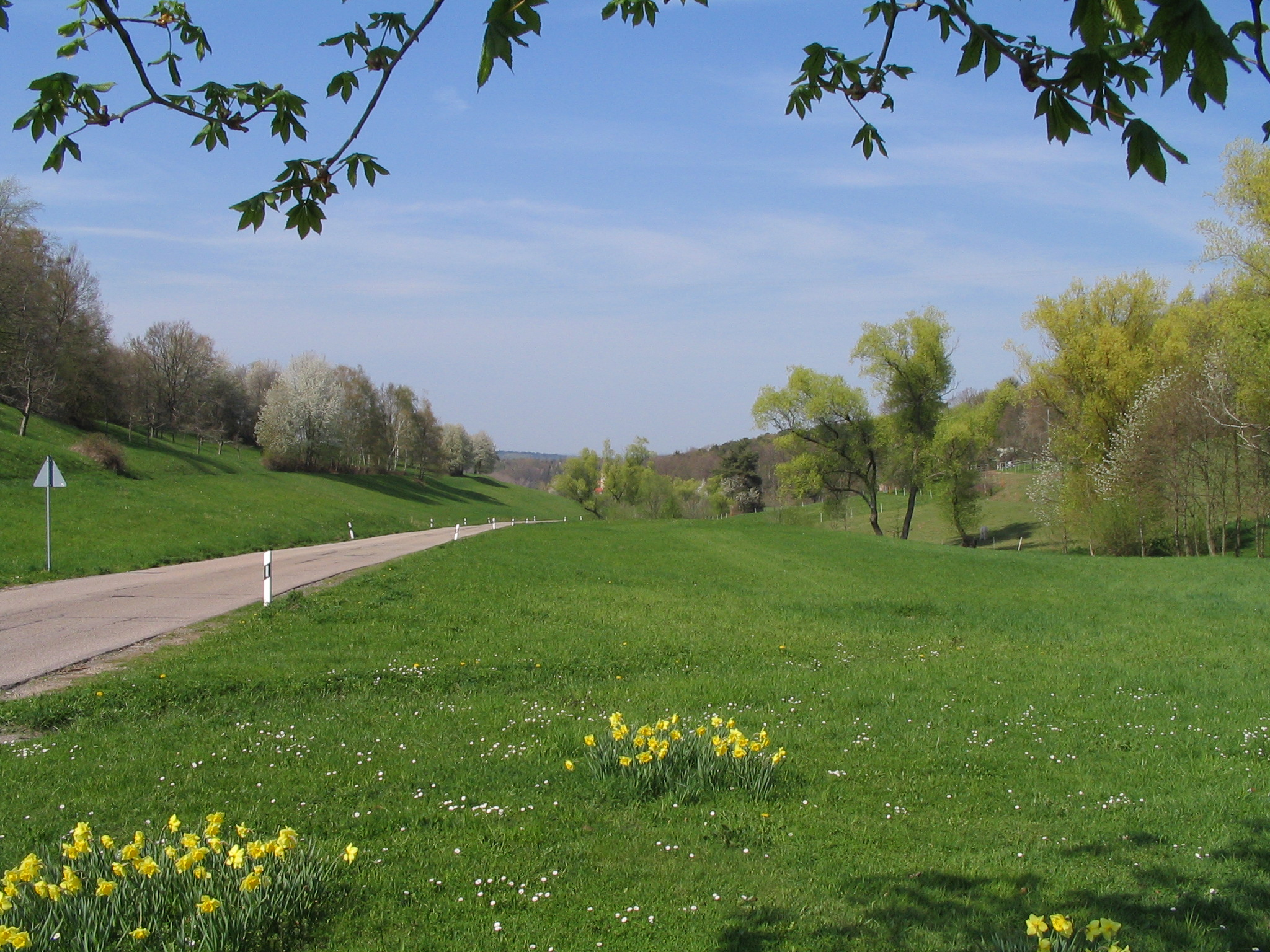
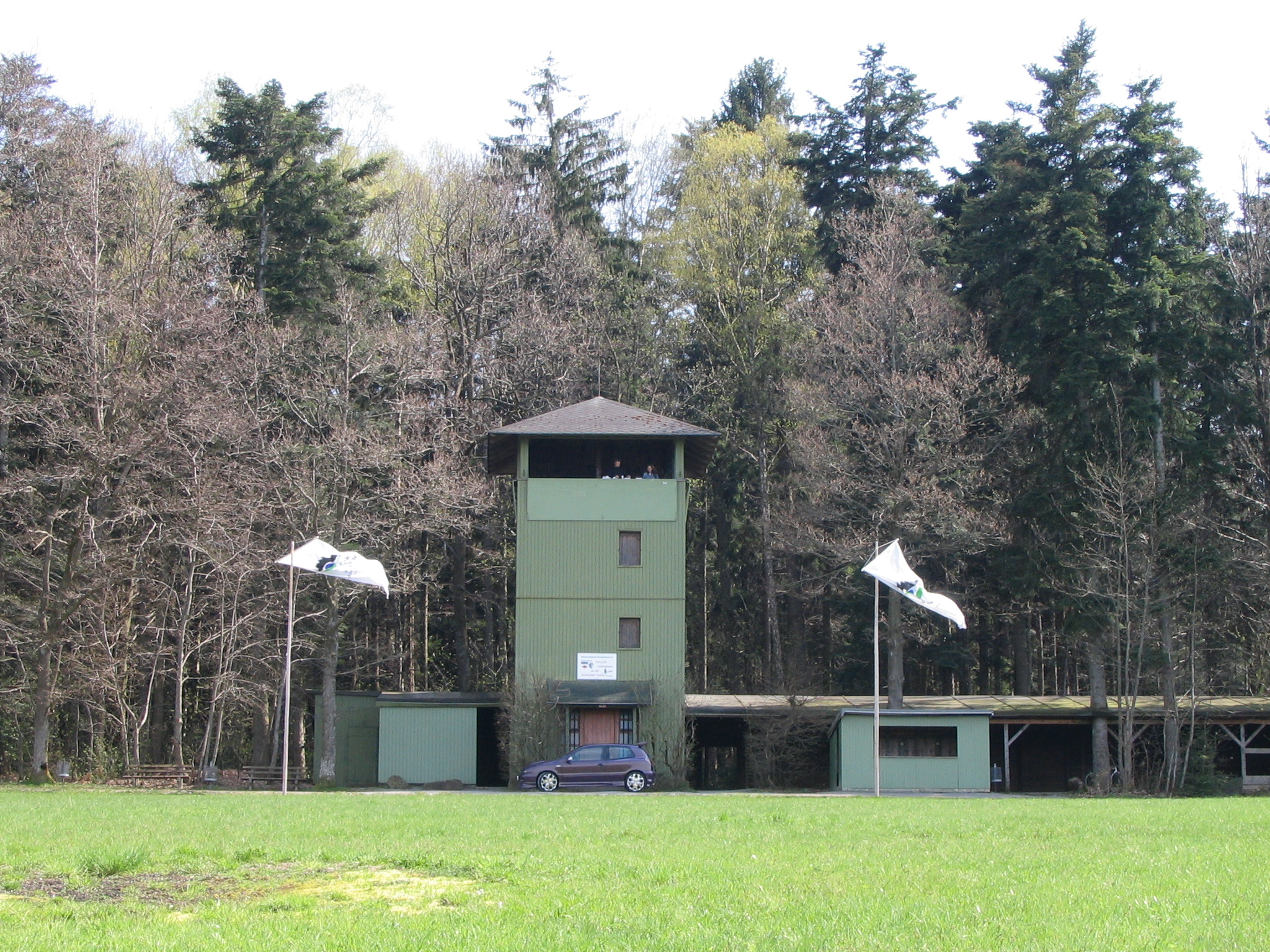
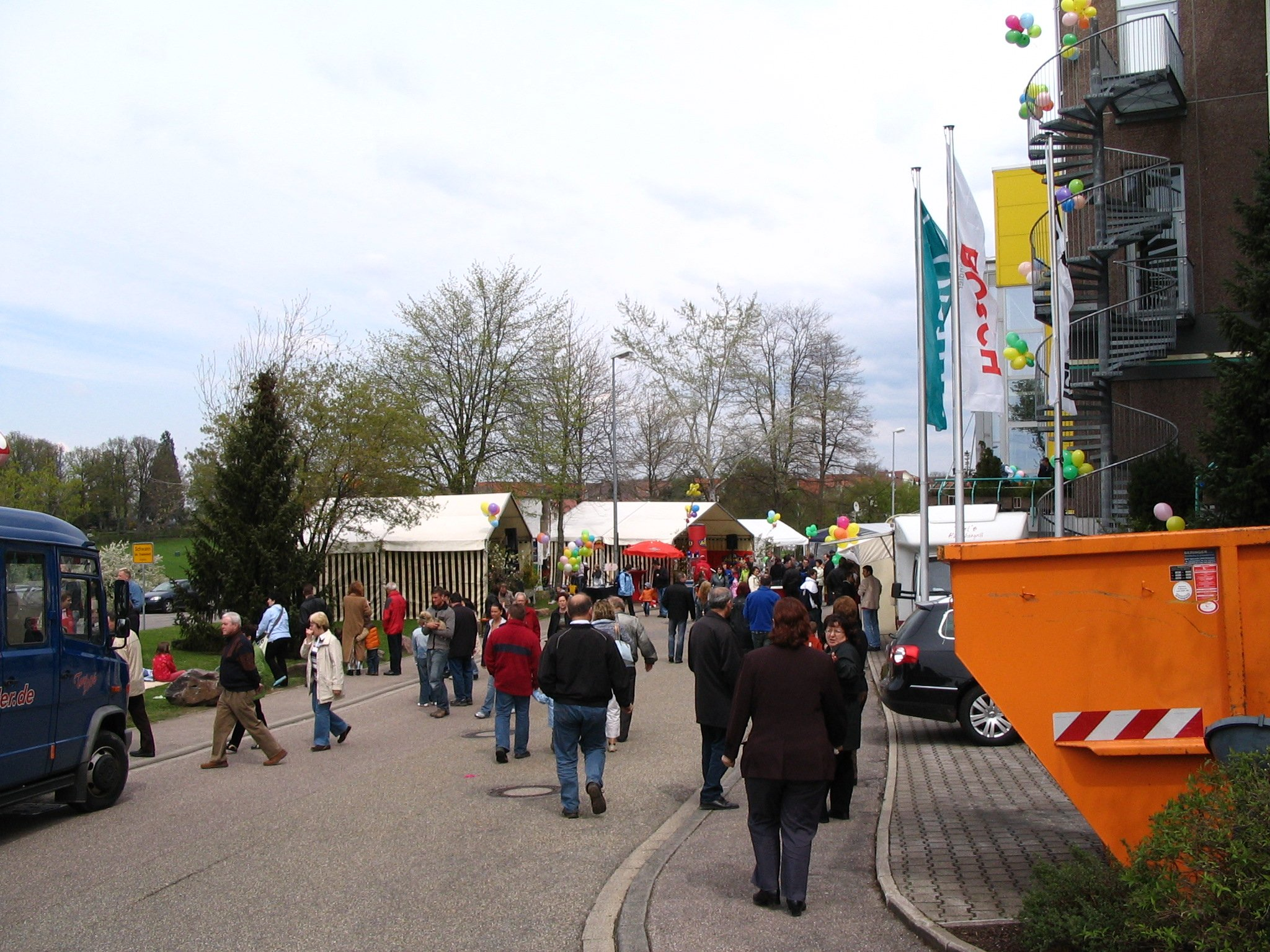